# Decibel (film)
Pour les articles homonymes, voir Décibel (homonymie).
Pour plus de détails, voir Fiche technique et Distribution.
Decibel (hangeul : 데시벨 ; RR : Desibel) est un film sud-coréen réalisé par Hwang In-ho, sorti en 2022.

## Synopsis
En pleine centre-ville, c'est la course-poursuite entre un terroriste (Lee Jong-suk), expert en bombe à retardement sensible au bruit, et un ancien capitaine adjoint de la Marine (Kim Rae-won) qui est sa cible importante.

## Fiche technique
Sauf indication contraire ou complémentaire, les informations mentionnées dans cette section peuvent être confirmées par la base de données KMDb
- Titre original : 데시벨 (Desibel)
- Titre anglophone et français : Decibel
- Réalisation : Hwang In-ho
- Scénario : Hwang In-ho et Lee Jin-hoon
- Musique : Mok Yeong-jin
- Décors : Kim Gyeong-ho
- Costumes : Hong Su-hui
- Photographie : Park Jong-chul
- Son : Mok Young-jin
- Montage : Kim Chang-ju
- Production : Lee Jin-hoon et Kang Mun-seok
- Sociétés de production : East Dream Synopex et Cicada I Remember
- Société de distribution : Mindmark
- Budget : 12 millards wons[2]
- Pays de production :  Corée du Sud
- Langue originale : coréen
- Format : couleur
- Genre : action, drame, thriller
- Durée : 110 minutes
- Dates de sortie :
  - États-Unis : 9 novembre 2022 (avant-première mondiale au Festival des films du monde asiatique (en))[3]
  - Corée du Sud : 16 novembre 2022
  - France : 10 août 2023 (vidéo à la demande)[4]

## Distribution
- Kim Rae-won : Kang Do-yeong
- Lee Jong-suk : Jeon Tae-seong
- Jung Sang-hoon : Oh Dae-oh
- Park Byung-eun : Cha Young-han
- Lee Sang-hee : Jeong Yoo-jeong
- Jo Dal-hwan : No Jeong-seop
- Lee Min-ki : Hwang Yeong-woo (apparition exceptionnelle)
- Cha Eun-woo : Jeon Tae-ryong
- Kim Seul-gi : Han Mi-nyeo
- Kang Kyung-hun : la cheffe (caméo)
- Woo Ji-hyun : Kim Yoo-taek
- Shin Yun-ju : Kang Seol-yeong
- Jo In-woo : Lee Dae-woo

## Production

### Production
En octobre 2022, le réalisateur Hwang In-ho explique, concernant le titre du film : « Lorsque le bruit dépasse un certain décibel, le temps restant jusqu'à l'explosion est divisé par deux. C'est un différenciateur », et que l'idée remonte à son enfance dans une piscine, où il avait l'habitude de sauter dans l'eau au son d'un coup de sifflet après 10 minutes de pause. « Et si une bombe à retardement s'accélérait au son d'un coup de sifflet ? », raconte-il dans une conférence de presse.

### Attribution des rôles
En décembre 2020, on dévoile que Kim Rae-won, Jung Sang-hoon et Park Byeong-eun sont pressentis dans les rôles du commandant adjoint du sous-marin naval Kang Do-yeong, du journaliste Oh Dae-oh et de l'agent de sécurité Cha Young-han.
En janvier 2021, on apprend que Lee Jong-suk « a reçu une offre pour participer au film et y réfléchit ». En avril de la même année, on confirme que Kim Rae-won, Lee Jong-suk, Jung Sang-hoon, Park Byung-eun, Lee Sang-hee, Jo Dal-hwan et Cha Eun-woo sont engagés pour le film d'action. En juillet 2021, Lee Min-ki accepte « avec plaisir une apparition exceptionnelle », dans le rôle du capitaine de Marine, permettant de retrouver le réalisateur Hwang In-ho avec qui il a déjà travaillé pour ses deux premiers films Spellbound (오싹한 연애, 2011) et Monster (몬스터;, 2014),.

### Tournage

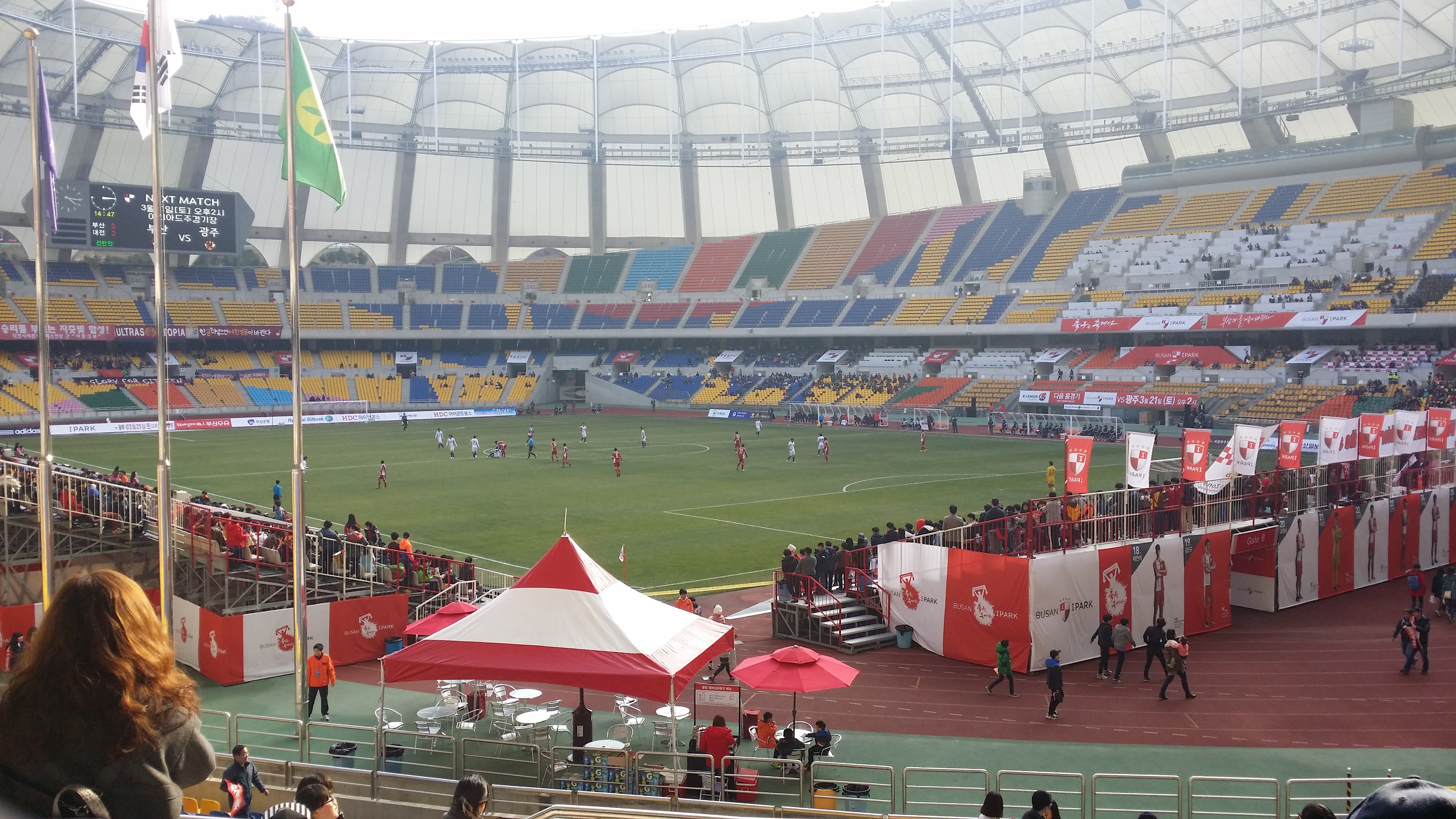
Le stade Asiade de Pusan.

Le tournage est prévu en printemps 2021, si la distribution des rôles est terminée. Il commence finalement le 20 avril 2021. Il a lieu à Pusan, dont le stade Asiade et les immenses parcs aquatiques pour utiliser les piscines à vagues.

### Musique
Le 28 octobre 2022, on apprend que Cha Eun-woo sort sa chanson du film 항해 (Love Sailing).

## Accueil

### Festival et sortie
En octobre 2021, on apprend que ce film va sortir à l'été 2022, en Corée du Sud. Il y sort finalement le 16 novembre 2022. Il présente, le 9 novembre, à l'ouverture du festival des films du monde asiatique (en) à Los Angeles (États-Unis).